# NGC 4971
NGC 4971 is een lensvormig sterrenstelsel in het sterrenbeeld Hoofdhaar. Het hemelobject werd op 23 april 1865 ontdekt door de Duits-Deense astronoom Heinrich Louis d'Arrest.

## Synoniemen
- MCG 5-31-134
- ZWG 160.140
- NPM1G +28.0257
- PGC 45406